# Archiearis nigra
Archiearis nigra är en fjärilsart som beskrevs av Tutt 1892. Archiearis nigra ingår i släktet Archiearis och familjen mätare. Inga underarter finns listade i Catalogue of Life.